# Chiuiești, Cluj
Chiuiești (în maghiară Pecsétszeg) este satul de reședință al comunei cu același nume din județul Cluj, Transilvania, România. Acesta a fost atestat documentar pentru prima oară în 1467.

## Galerie de imagini

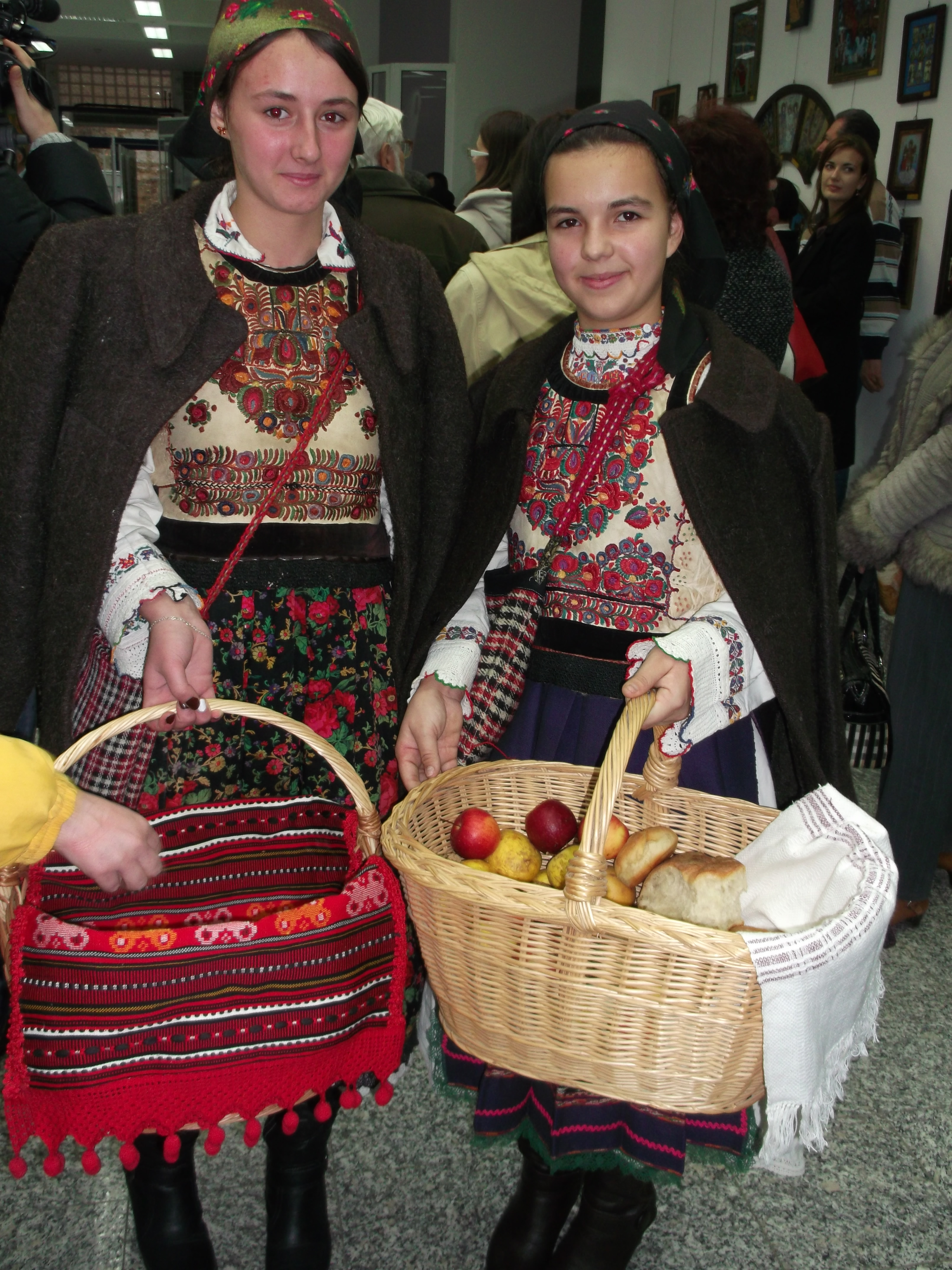
Costume populare din zona Chiuiești, jud. Cluj
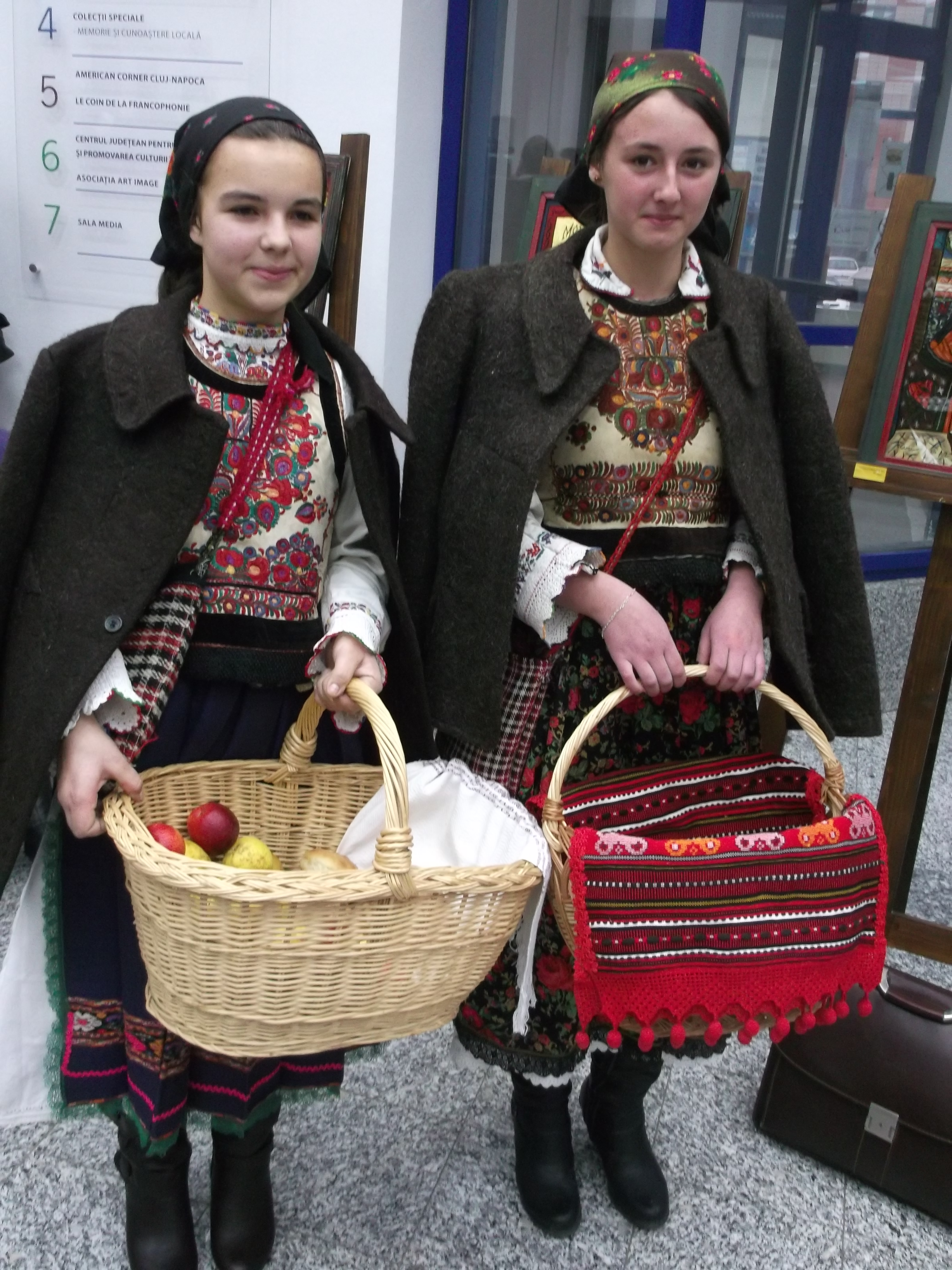
Tinere din Chiuiești, jud. Cluj (într-un spectacol la Cluj-Napoca, decembrie 2012)
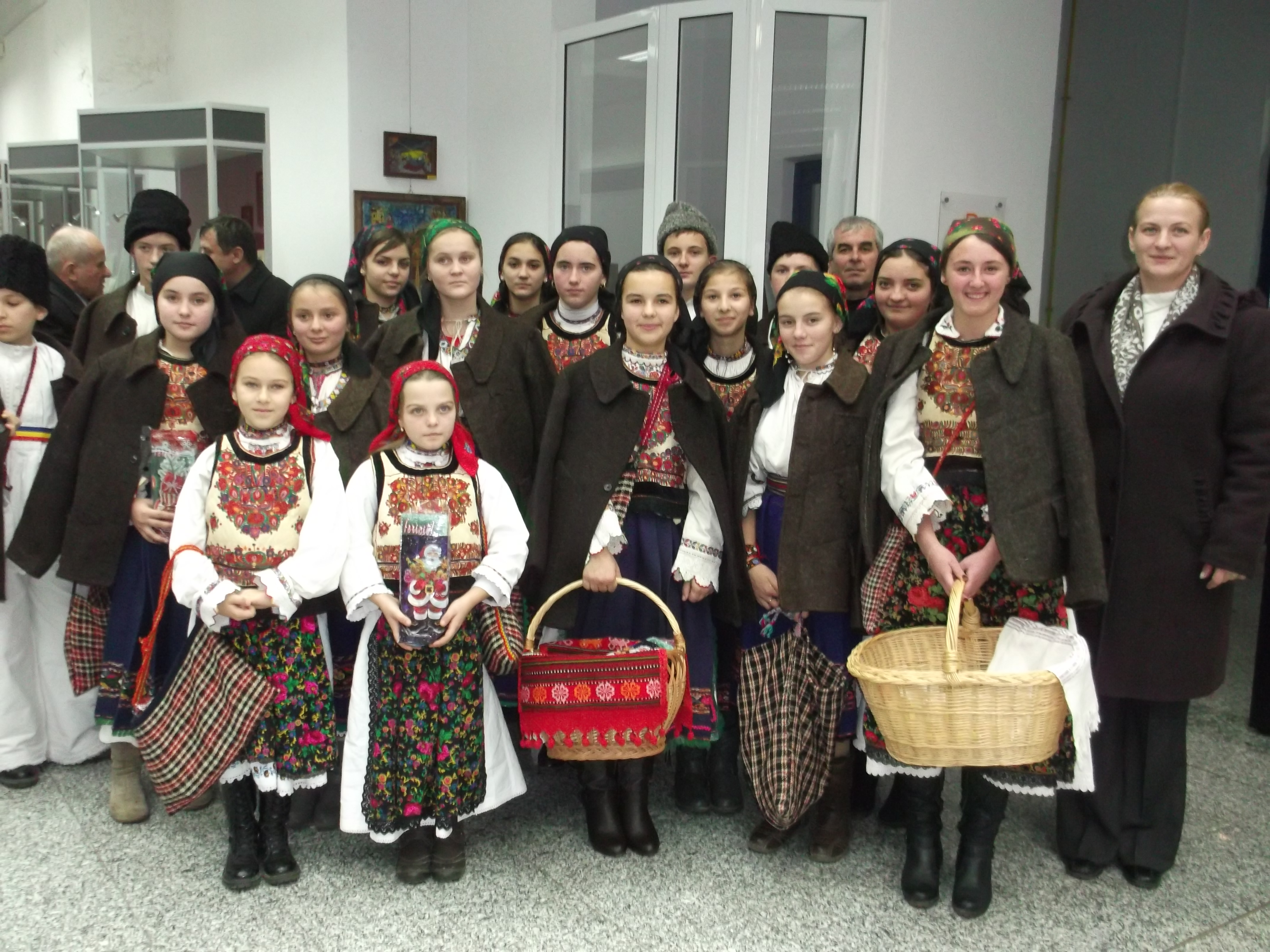
Grup de elevi din Chiuiești, jud. Cluj
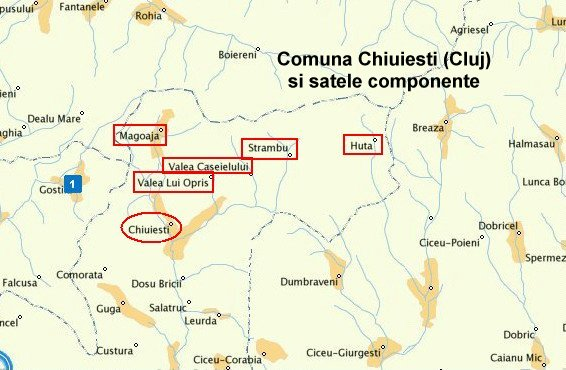
Harta comunei Chiuești (jud. Cluj) și a satelor componente